# جیمز جویس
جیمز آگوستین آلویسیوس جویس ‏(۲ فوریه ۱۸۸۲ دوبلین – ۱۳ ژانویه ۱۹۴۱ زوریخ) نویسنده ایرلندی که گروهی رمان اولیس وی را بزرگ‌ترین رمان سده بیستم خوانده‌اند. (این کتاب که سومین اثر جیمز جویس است در سال ۱۹۲۲ در پاریس منتشر شد) تمام آثارش را نه به زبان مادری که به زبان انگلیسی می‌نوشت. اولین اثرش دوبلینی‌ها مجموعه داستان‌های کوتاهی است دربارهٔ دوبلین و مردمش که گاهی آن را داستانی بلند و با درون‌مایه‌ای یگانه تلقی می‌کنند. او همراه ویرجینیا وولف از اولین کسانی بودند که به شیوهٔ جریان سیال ذهن می‌نوشتند.
وی به ۱۳ زبان آشنایی داشت و دست کم به ایتالیایی و فرانسه مسلط بود.

## زندگی
جویس در خانواده‌ای متوسط در دوبلین به دنیا آمد. در مدرسه و دانشگاه، دانش‌آموزی با استعداد بود. در اوایل دههٔ سوم زندگی به اروپای قاره‌ای مهاجرت کرد و در شهرهای تریسته، پاریس و زوریخ اقامت گزید. گرچه بخش بزرگی از زندگی او در بزرگسالی، بیرون از ایرلند گذشت، جهانِ پنداری او معطوف به دوبلین و ایرلند است و شخصیت‌های کتاب‌هایش از اعضای خانواده، دوستان و دشمنان او در زمان اقامتش در دوبلین الهام گرفته شده بود. در زمان کوتاهی پس از انتشار اولیس، خود او این مسئله را این گونه شفاف ساخت: 
«در مورد خودم، من همیشه دربارهٔ دوبلین می‌نویسم. چرا که اگر بتوانم قلب دوبلین را تسخیر کنم، می‌توانم وارد قلب تمام شهرهای جهان شوم.»
او از ابتدای جوانی مخالف بی‌فرهنگی و دون مایگی دوبلین بود. در جوانی بسیار فرد مذهبی بود اما در ۲۰ سالگی با گذشت زمان از عقاید مذهبی خود فاصله گرفت تا بتواند به اهداف ادبی که برای خود تعیین کرده بود نزدیکتر شود و دانسته خود را به دام تبعید انداخت، و به اجبار زادگاه خود را به مقصد پاریس ترک کرد.
وی بعد از پایان تحصیلات در سال ۱۹۰۲ دیگر به عنوان یک شخصیت تبعیدی بود به همین دلیل از کشور خارج شد و در پاریس مستقر گشت. بیماری مرگبار مادرش بار دیگر او را به دوبلین فراخواند سپس وی به تریسته و زوریخ سفر کرد. وی در سال ۱۹۴۰ چشم از دنیا بست.

## کتاب‌شناسی

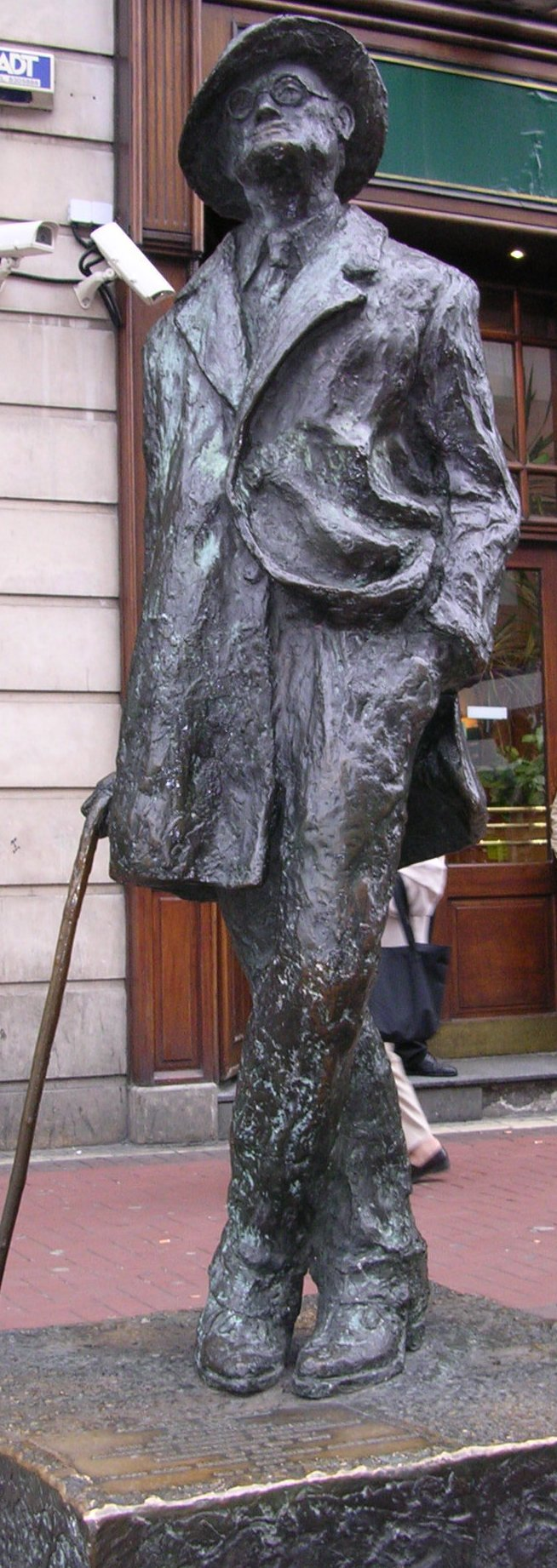
مجسمه جیمز جویس در خیابان دوبلین

### اشعار
- موسیقی مجلسی - (۱۹۰۷) - (شامل ۳۶ سرود)                               گزیده‌ای از شعرهای جویس در زبان فارسی با ترجمه‌ی سهند آقایی منتشر شده است.

### رمان
- پرتره‌ای از مرد هنرمند در جوانی - (۱۹۱۶)

این داستان گرچه به‌طور کامل زندگی‌نامهٔ نویسنده نمی‌باشد اما مطالب شخصی بسیاری از زندگی نویسنده را با خود به همراه دارد. شخصیت اول داستان «استفان ددالوس» خود نویسنده را برای خواننده تداعی می‌کند و همراهان این شخصیت اطرافیان نویسنده را در ذهن مجسم می‌کنند. این داستان شرح زندگی استفان از دوران ابتدایی در مدرسه تا اوج جوانی است. همچنین خط سیر زندگی خانوادهٔ ددالوس و سیر نزولی آن‌ها در زندگی را نشان می‌دهد.
استفان که از ابتدا فردی مذهبی بوده با شروع تحصیلات و گذر زمان این مذهب را در راستای مأموریتی ادبی و هنری مورد شک و تحلیل قرار می‌دهد.
- اولیس - (۱۹۲۲)

این کتاب که به عنوان بزرگترین رمان انگلیسی قرن بیستم شناخته شده از مهم‌ترین آثار نوشته شده با تکنیک جریان سیال ذهن می‌باشد که شرح یک روز از زندگی شخصیت داستان به نام «لئوپولد بلوم» است. همچون دیگر آثار جویس «اولیس» هم در مورد دوبلین، افراد دوبلین است. علی‌رغم محدودیت داستان به دوبلین و افراد آن جویس
علاقه‌مند به تعمیم این داستان به تمام دنیا و زندگی داشت به همین دلیل وقایع داستان به صورت تک بعدی جلوه داده نشده‌اند بلکه به گونه‌ای بیان می‌شوند که امکان برداشت‌های مختلف از وقایع مختلف در یک زمان را به خواننده می‌دهند که بیانگر نمادین فعالیت تمامی انسان‌ها در عرصهٔ زندگی است.
بارزترین وسیله‌ای که جویس برای نشان دادن نمادین وقایع در اولیس استفاده می‌کند برابر کردن حوادث ضمنی و بخش‌های داستان با داستان «اودیسه» اثر هومر است. هر بخش از اولیس به گونه‌ای با بخش‌های اودیسه تشابه دارد. این داستان در سطح رئالیست به تشریح زندگی دوبلینی، در سطح روانی به تحلیل ذهنیت لئوپلدبلوم، در سطح زبانی به تحلیل فنون زبانشناختی می‌پردازد.
- رستاخیز فینیگان یا بیداری فینیگان‌ها - (۱۹۳۹)

در رمان «اولیسیس» جویس تلاش می‌کرد سطح رئالیسم را با سیح نمادین یکسان کند اما در «رستاخیز فینگان‌ها» به کلی رئالیسم را رها کرده و داستان را در سطح نمادین پیش می‌برد.
این اثر به عنوان آخرین اثر جویس و نام آن برگرفته از یک بالاد آمریکایی بنام تام فینگان است که به دلیل افتان از نربان جان می‌سپارد اما هنگامی که شخصی ویسکی به روی جسد می‌ریزد زنده می‌شود. تم مرگ و زندگی و دوره‌های تغیر در زندگی از ویژگی‌های بارز این رمان است که در برگیرندهٔ تاریخ بشریت می‌شود.

### مجموعه داستان
- دوبلینی‌ها -۱۹۱۴

این مجموعه که آغازگر آثار جویس نیز می‌باشد به صورت داستان‌های کوتاهی است که به صورت رئالیسم زندگی دوبلین را به تصویر می‌کشد اما این داستان‌ها در واقعیت امر به‌گونه‌ای طراحی شده‌اند که بیشتر از زندگی رئالیسم در دوبلین را به تصویر بکشند. در هر داستان جزئیات به گونه‌ای انتخاب و تدوین شده‌اند که مفاهیم نمادین تولید می‌کنند به همین دلیل کتاب «دوبلینی‌ها» در برگیرندهٔ سرنوشت و زندگی تمامی بشریت هم می‌باشد.
آخرین داستان دوبلینی‌ها بنام «مرده» جزو دست‌نوشت اول نبود و بعدها توسط جویس به کتاب اضافه شد.

### نمایشنامه
- تبعیدی‌ها - (۱۹۱۴)